# Aree naturali protette del Cile

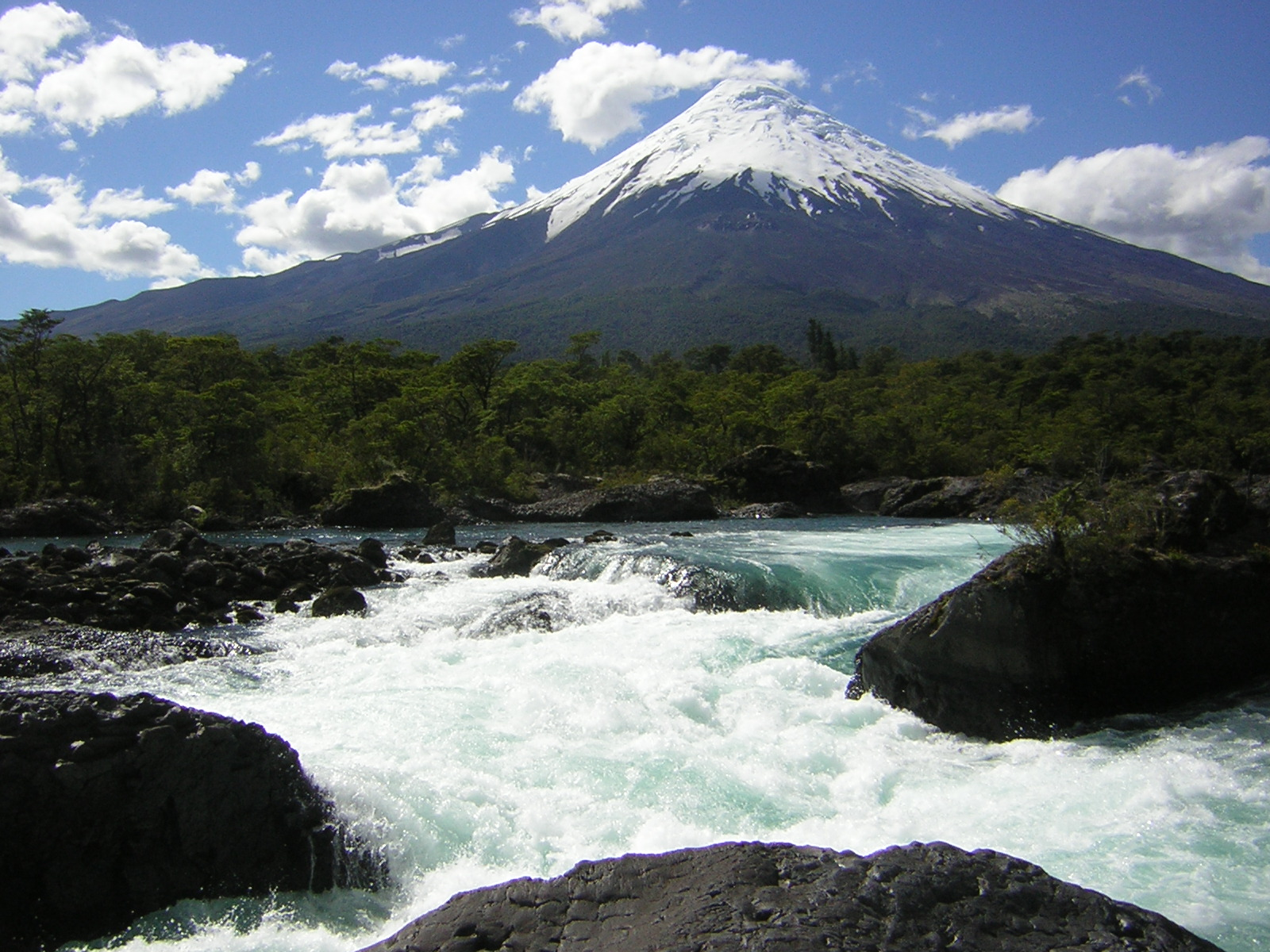
Il Parco nazionale Vicente Pérez Rosales, istituito nel 1921, è il più antico Parco nazionale del Cile.

La rete delle aree naturali protette del Cile (in spagnolo Sistema de áreas silvestres protegidas por el Estado - SNASPE) copre una superficie di circa 146.000 km², pari a circa il 20% del territorio del Cile.
La rete delle aree protette è regolamentata dalla legge 18362 del 1984 e gestita dalla Corporación Nacional Forestal (CONAF).

La rete comprende tre tipologie di aree protette:
- Parchi nazionali (36): aree di grande estensione con habitat unici e rappresentativi della biodiversità nazionale.
- Riserve nazionali (49): aree di minore estensione rispetto alle precedenti.
- Monumenti naturali (16): aree di superficie ridotta che tutelano luoghi geografici di grande importanza archeologica, culturale o naturale.

## Parchi nazionali

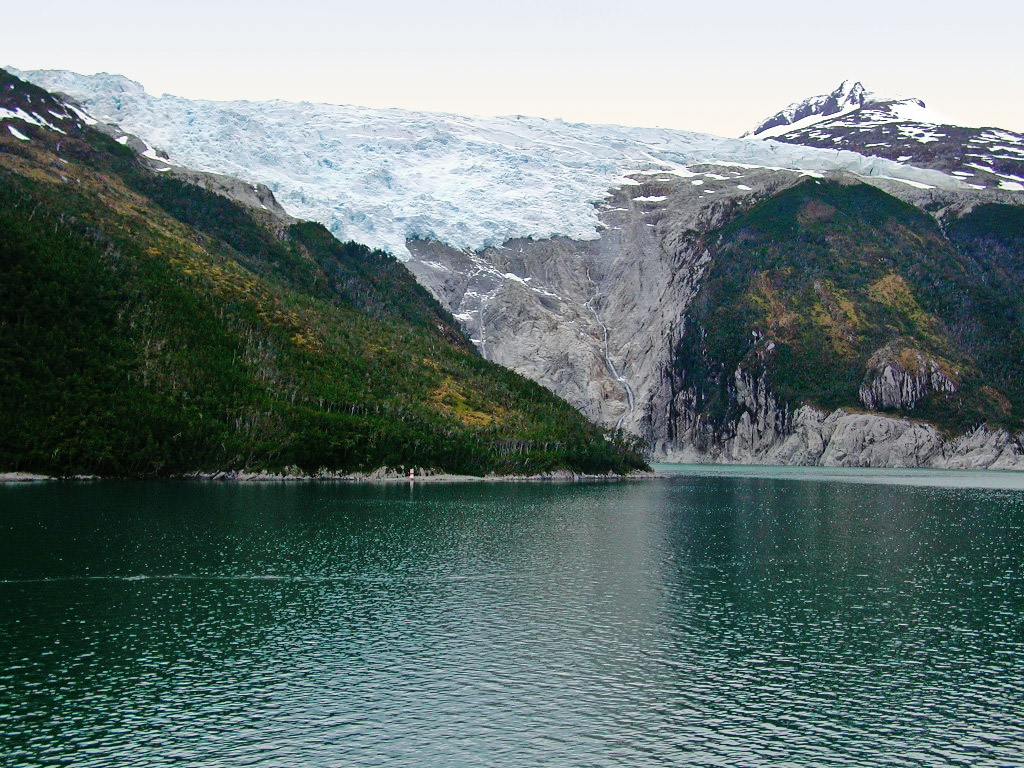
Parco nazionale Alberto de Agostini

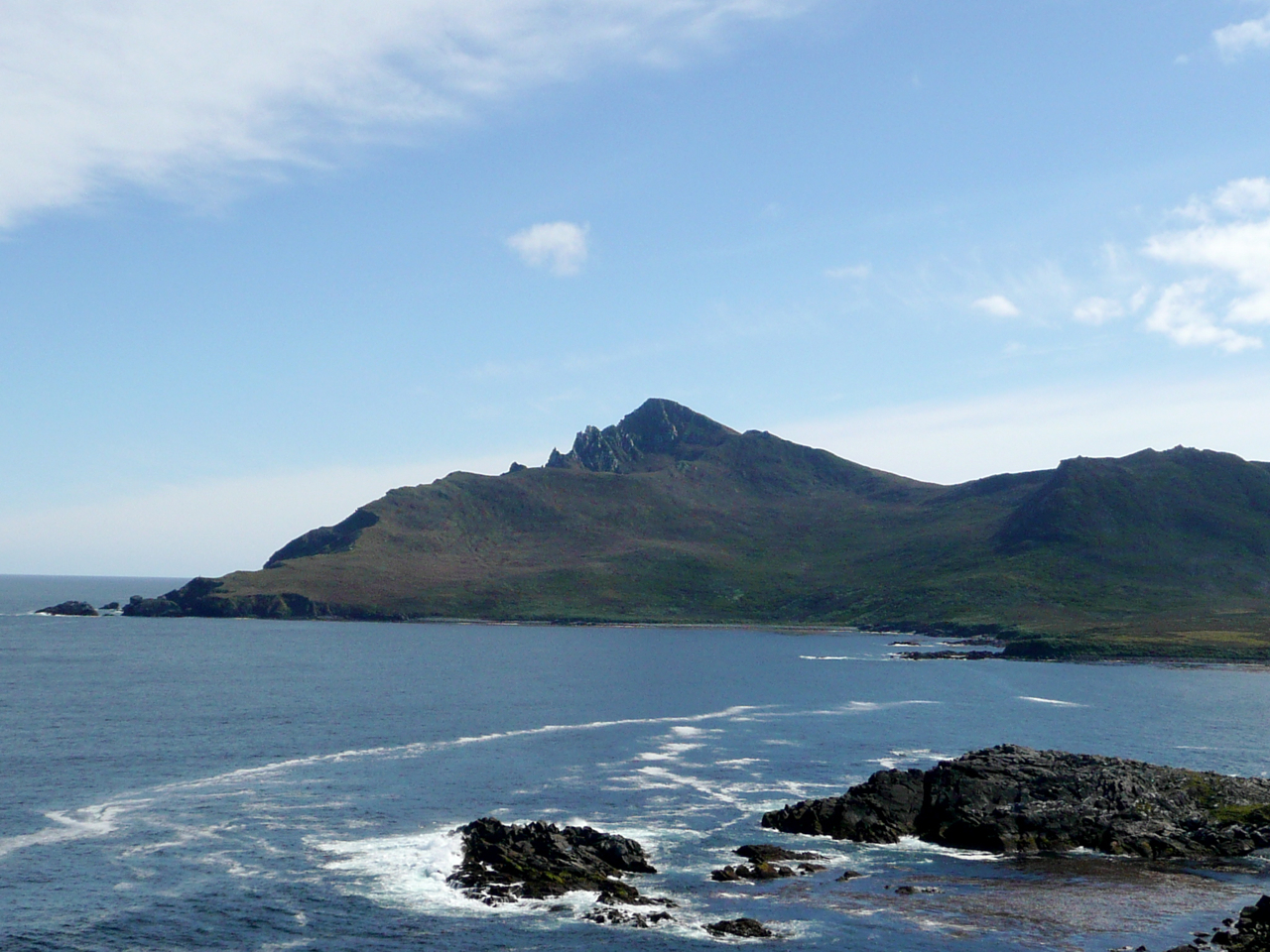
Parco nazionale Capo Horn

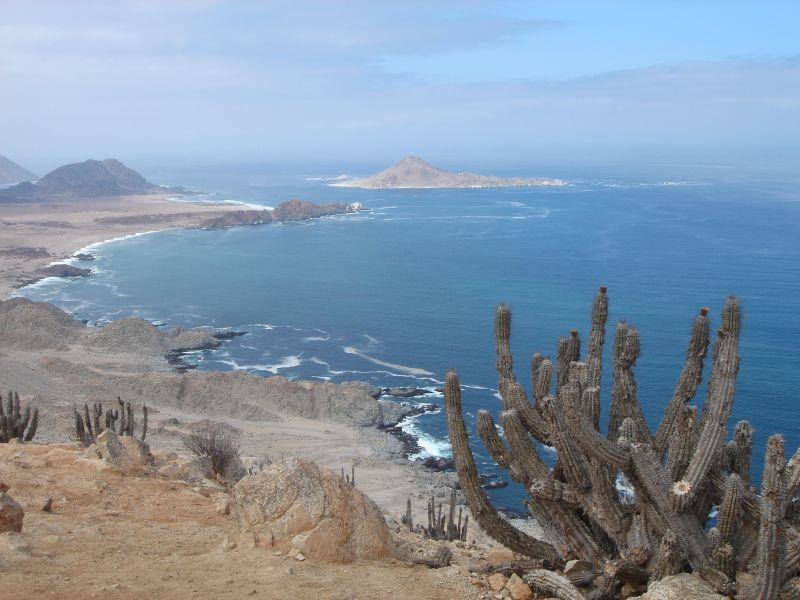
Parco nazionale Pan de Azúcar

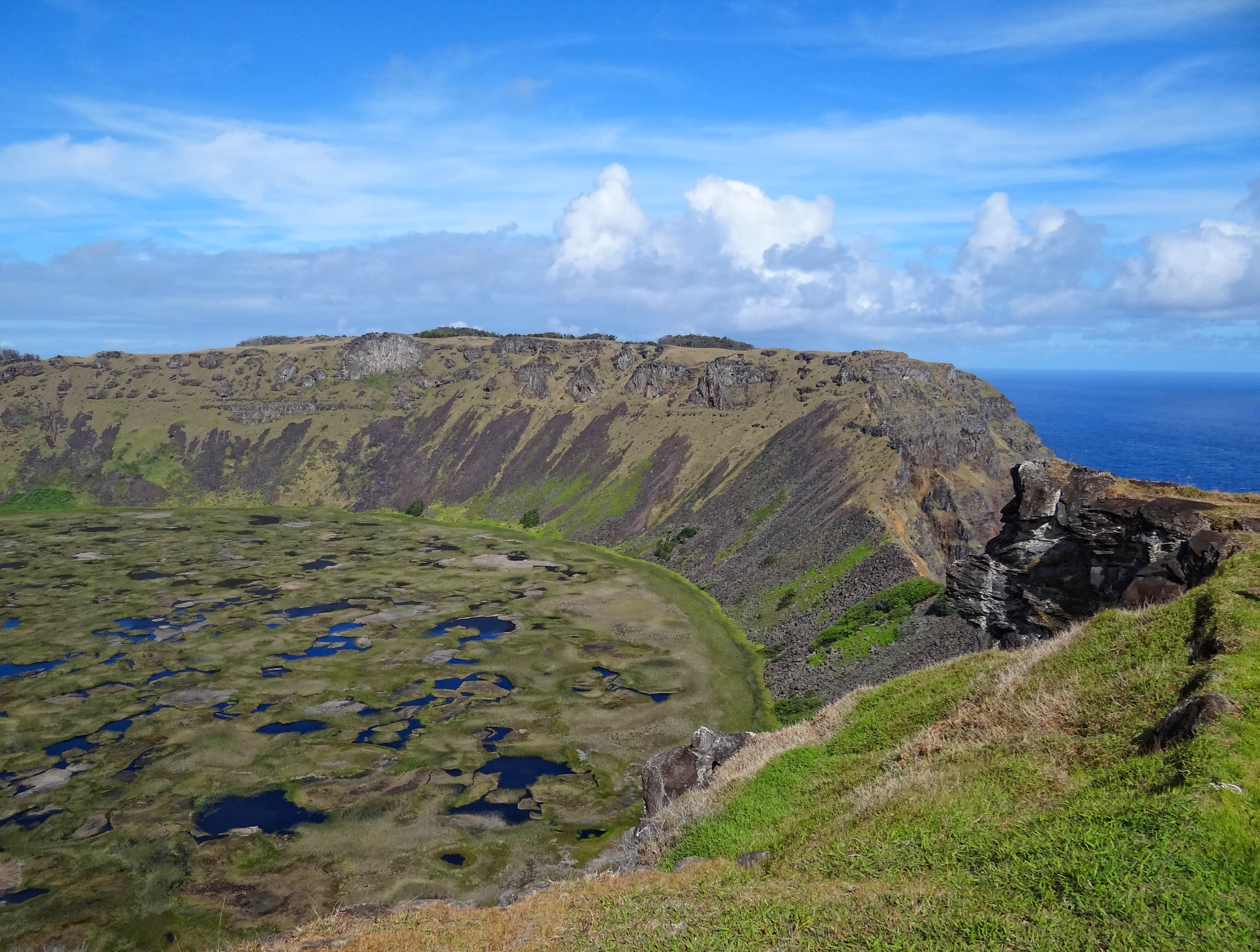
Parco nazionale di Rapa Nui

- Parco nazionale Alberto de Agostini
- Parco nazionale Alerce Andino
- Parco nazionale Alerce Costero
- Parco nazionale dell'Arcipelago di Juan Fernández
- Parco nazionale Bernardo O'Higgins
- Parco nazionale Bosco di Fray Jorge
- Parco nazionale Capo Horn
- Parco nazionale di Chiloé
- Parco nazionale di Conguillío
- Parco nazionale del Corcovado
- Parco nazionale Hornopirén
- Parco nazionale Huerquehue
- Parco nazionale dell'Isola Guamblin
- Parco nazionale dell'Isola Magdalena
- Parco nazionale La Campana
- Parco nazionale Laguna del Laja
- Parco nazionale Laguna San Rafael
- Parco nazionale Las Palmas de Cocalán
- Parco nazionale Lauca
- Parco nazionale Llanos de Challe
- Parco nazionale Llullaillaco
- Parco nazionale Morro Moreno
- Parco nazionale di Nahuelbuta
- Parco nazionale Nevado Tres Cruces
- Parco nazionale Pali Aike
- Parco nazionale Pan de Azúcar
- Parco nazionale Puyehue
- Parco nazionale Queulat
- Parco nazionale Radal Siete Tazas
- Parco nazionale di Rapa Nui
- Parco nazionale Salar del Huasco
- Parco nazionale del Tolhuaca
- Parco nazionale Torres del Paine
- Parco nazionale Vicente Pérez Rosales
- Parco nazionale Villarrica
- Parco nazionale del Vulcano Isluga
- Parco nazionale Yendegaia

## Riserve nazionali
- Riserva nazionale Altos de Lircay
- Riserva nazionale dell'Isola Mocha
- Riserva nazionale La Chimba
- Riserva nazionale Lago Peñuelas
- Riserva nazionale Llanquihue
- Riserva nazionale Los Flamencos

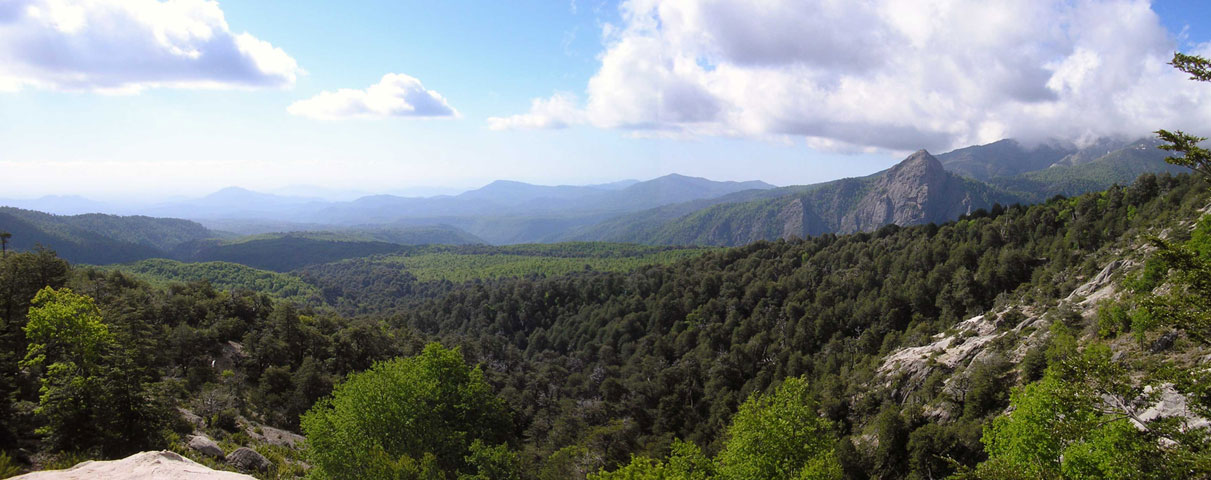
Riserva nazionale Altos de Lircay

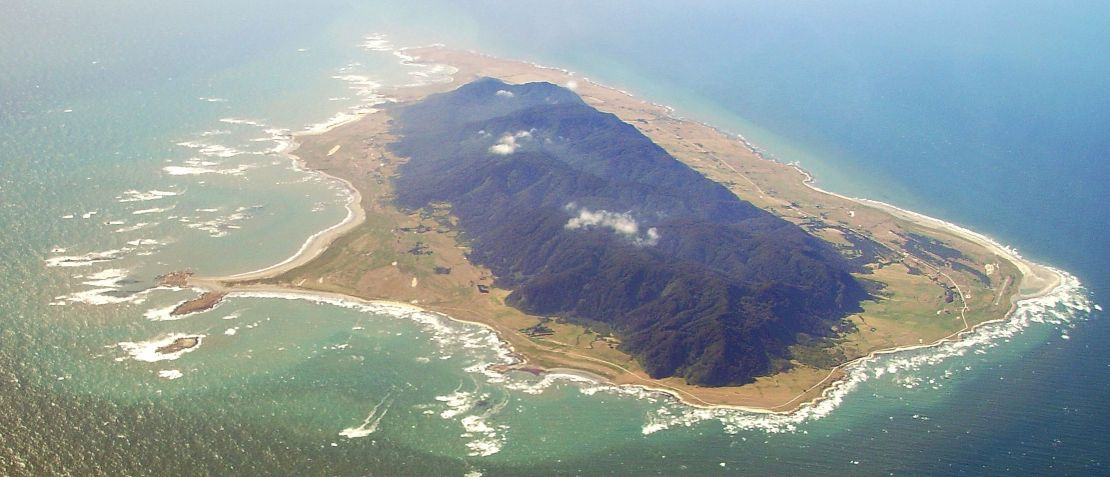
Riserva nazionale dell'Isola Mocha

- Riserva nazionale Malalcahuello-Nalcas
- Riserva nazionale Mocho-Choshuenco
- Riserva nazionale Pampa del Tamarugal
- Riserva nazionale del Pinguino di Humboldt
- Riserva nazionale Ralco
- Riserva nazionale Río de Los Cipreses
- Riserva nazionale Costera Valdiviana

## Monumenti naturali
- Monumento naturale Cerro Ñielol

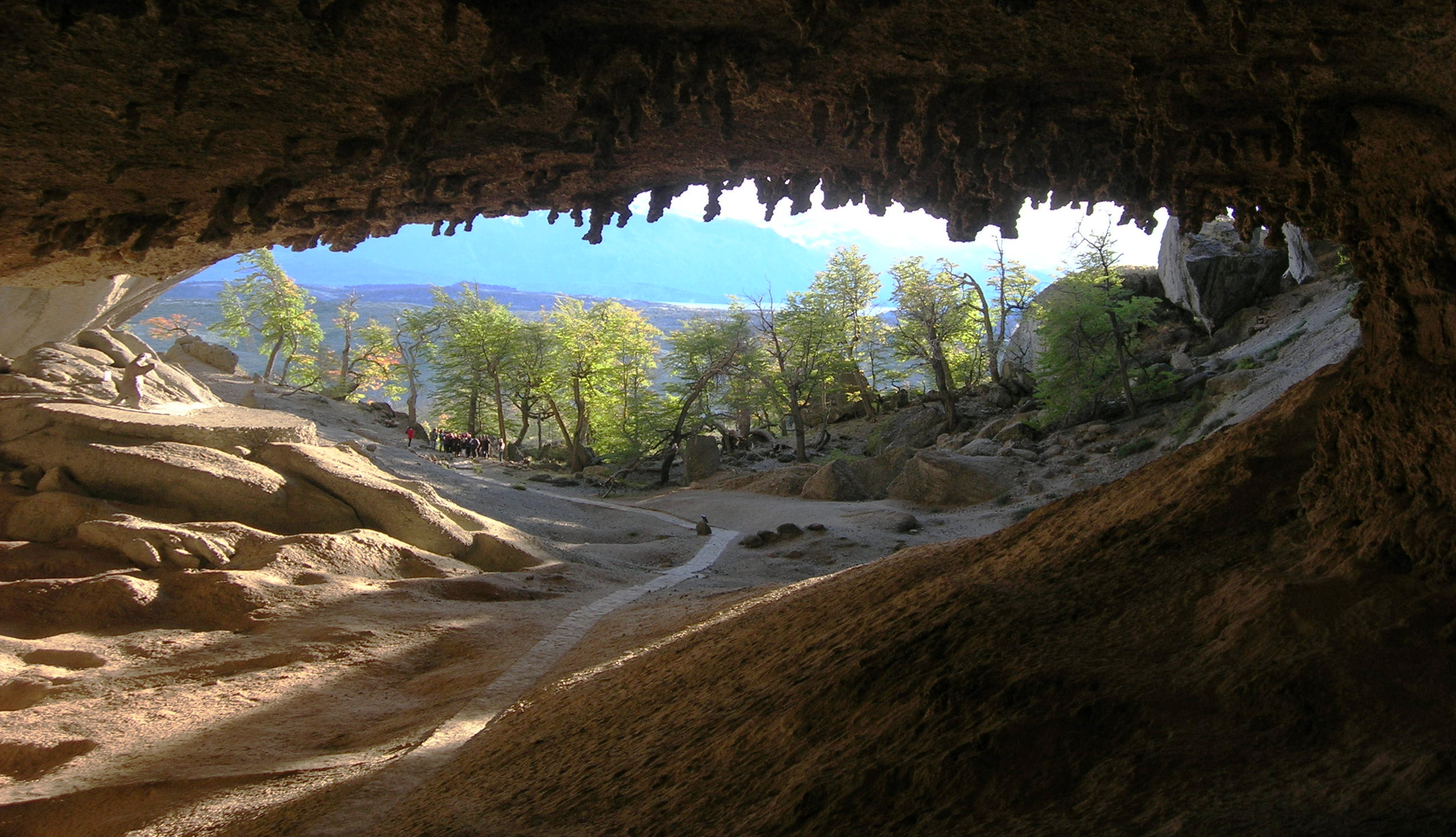
Monumento naturale Cueva del Milodón

- Monumento naturale Cueva del Milodón
- Monumento naturale El Morado
- Monumento naturale La Portada
- Monumento naturale Los Pingüinos